# Gerd Herziger
Gerd Herziger (* 1932) ist ein deutscher Laser-Physiker. Er hat das Bild der Lasertechnik auf dem Gebiet der Fertigungstechnik in der Bundesrepublik wesentlich mitgeprägt.

## Leben
Herziger studierte am 1. Physikalischen Institut von Hans Boersch an der TH Berlin, wo die beiden Doktoranden Herziger und Horst Weber 1961/62 kurz nach der ersten Demonstration eines Lasers (Theodore Maiman, 1960) die ersten eigenen Gas- und Festkörperlaser an der TU Berlin zum Laufen brachten und damit in Deutschland (neben der Arbeitsgruppe von Dieter Röß bei Siemens) unter den Ersten waren. In der Folge baute er mit Weber unter Boersch eine damals in Deutschland führende Lasergruppe an der TH Berlin auf. Er wurde 1965  promoviert (Anwendungen von Laser-Resonatoren für hochauflösende Interferometrie) und 1968 habilitiert (Übertragungseigenschaften entdämpfter optischer Resonatoren). Da er in die Industrieforschung gehen wollte wechselte er mit Weber 1969 an die Universität Bern, wo er ordentlicher Professor wurde. Nachfolger in der Leitung der Lasergruppe an der TU Berlin war Hans Joachim Eichler. 1975 bis 1985 war Herziger Leiter des Instituts für Angewandte Physik an der TH Darmstadt. 1985 ging er an die TH Aachen, wo er im selben Jahr das Fraunhofer-Institut für Lasertechnik (ILT) gründete. Dort wurde hauptsächlich Industrieforschung betrieben und es wuchs unter Herzigers Leitung schnell zum größten europäischen Laserforschungszentrum heran.
Seit 1994 ist er im Vorstand des Deutschen Zentrums für Luft- und Raumfahrt. 1993 bis 1997 war er Mitglied des IRDAC (Beratungsgremium Industrieforschung der EU) und Präsident Forschungskommission des CEEP (European Centre of Employers and Enterprises).
1968 erhielt er den Karl-Scheel-Preis (mit Horst Weber) für die Messung der Bandbreite kontinuierlicher Laser (Weber für gepulste Laser). Den Karl Heinz Beckurts-Preis erhielt er 1990 für „grundlegende Arbeiten auf dem Gebiet der Lasertechnik“.
Mit Weber schrieb er 1972 ein bekanntes einführendes Lehrbuch für Laser.

## Schriften
- mit Horst Weber: Der Laser – Grundlagen und Anwendungen. Physik-Verlag, Weinheim 1972.
- mit Rolf Wester: Materialbearbeitung mit Lasern. Physik in unserer Zeit, Bd. 22, 2006, Heft 5.
- als Herausgeber: Werkstoffbearbeitung mit Laserstrahlen. Hanser 1993.